# ريتشارد هندرسون
ريتشارد هندرسون (بالإنجليزية: Richard Henderson)‏ هو عالم اسكتلندي في مجال علم الأحياء الجزيئي والفيزياء الحيوية، من مواليد 19 يوليو/تموز 1945.
حصل ريتشارد هندرسون بمرافقة يواخيم فرانك وجاك دوبوشيه على جائزة نوبل في الكيمياء سنة 2017 لأبحاثهم في تطوير مجهر إلكتروني فائق البرودة لتحديد بنية الجزيئات الحيوية في المحلول باستبانة ودقة عالية.

## اقرأ أيضاً
- جائزة نوبل في الكيمياء

## روابط خارجية
- ريتشارد هندرسون على موقع الموسوعة البريطانية (الإنجليزية)
- ريتشارد هندرسون على موقع مونزينجر (الألمانية)